# Меса-Віста (Каліфорнія)
Меса-Віста (англ. Mesa Vista) — переписна місцевість (CDP) в США, в окрузі Алпайн штату Каліфорнія. Населення — 217 осіб (2020).

## Географія
Меса-Віста розташована за координатами 38°48′37″ пн. ш. 119°48′12″ зх. д. / 38.81028° пн. ш. 119.80333° зх. д. (38.810288, -119.803266).  За даними Бюро перепису населення США в 2010 році переписна місцевість мала площу 12,63 км², уся площа — суходіл.

## Демографія
Згідно з переписом 2010 року, у переписній місцевості мешкало 200 осіб у 83 домогосподарствах у складі 62 родин. Густота населення становила 16 осіб/км².  Було 103 помешкання (8/км²).
Расовий склад населення:
| - 89,0 % — білих - 7,5 % — корінних американців - 1,0 % — азіатів |

До двох чи більше рас належало 2,5 %. Частка іспаномовних становила 5,5 % від усіх жителів.
За віковим діапазоном населення розподілялося таким чином: 20,0 % — особи молодші 18 років, 62,0 % — особи у віці 18—64 років, 18,0 % — особи у віці 65 років та старші. Медіана віку мешканця становила 50,8 року. На 100 осіб жіночої статі у переписній місцевості припадало 94,2 чоловіків;  на 100 жінок у віці від 18 років та старших — 107,8 чоловіків також старших 18 років.
Середній дохід на одне домашнє господарство  становив 61 873 долари США (медіана — 51 875), а середній дохід на одну сім'ю — 74 003 долари (медіана — 64 583). За межею бідності перебувало 20,7 % осіб, у тому числі 17,5 % дітей у віці до 18 років та 0,0 % осіб у віці 65 років та старших.
Цивільне працевлаштоване населення становило 58 осіб. Основні галузі зайнятості: публічна адміністрація — 25,9 %, освіта, охорона здоров'я та соціальна допомога — 19,0 %, науковці, спеціалісти, менеджери — 17,2 %, мистецтво, розваги та відпочинок — 17,2 %.